# Francesco Chiesa (poète)
Pour les articles homonymes, voir Francesco Chiesa.

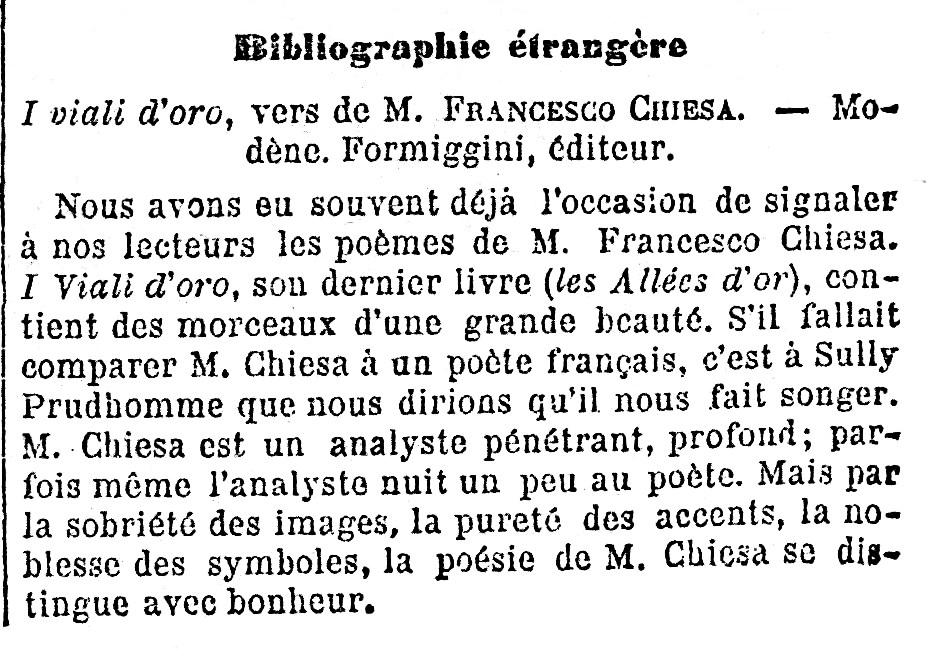
Journal des débats, 21 février 1911.

Francesco Chiesa est un poète et nouvelliste suisse de langue italienne, né à Sagno en 1871 et mort à Lugano en 1973.

## Biographie
Il a suivi des études de droit à Pavie, avant de se tourner vers la littérature et de devenir le recteur du lycée cantonal de Lugano (de 1914 à 1943). À travers ses premiers récits, dont Racconti puerili (1921), Tempo di marzo (1925) et Racconti del mio orto (1929), Chiesa relate sa jeunesse et le climat de l'entre-deux guerres, mais s'intéresse surtout à l'identité culturelle du Tessin, seul canton entièrement italophone de la Suisse. Chiesa appartient toutefois aux lettres italiennes et se refuse à écrire en dialecte tessinois. Il est l'auteur de plusieurs recueils de poésies, dont Sonetti di San Silvestro.

## Source
- Pierre-Olivier Walzer (dir.), Dictionnaire des littératures suisses : publié à l'occasion du 700e anniversaire de la Confédération helvétique, Lausanne, éditions de l'Aire, 1991, 527 p. (ISBN 978-2-88108-077-7).